# Cleveland, Alabama
Cleveland là một thị trấn thuộc quận Blount, tiểu bang Alabama, Hoa Kỳ. Dân số năm 2009 là 1427 người, mật độ đạt 70 người/km².